# Trymolophus cafresianus
Trymolophus cafresianus is een keversoort uit de familie klopkevers (Ptinidae). De wetenschappelijke naam van de soort werd in 1990 gepubliceerd door Francis Jeffrey Bellés.